# Najib Khan
Najib Khan (després Najib al-Dawla) fou un cap afganès de l'Índia, d'ètnia paixtú.
Al front d'una banda de soldats afganesos el 1754 Najib Khan va prendre el poder al Doab i el 1755 va fundar Najidabad (al futur districte de Bijnor) i va governar el nord del Rohilkhand de manera independent dels altres rohilles; es va oposar al nawab-wazir Safdar Jang de l'Oudh i en canvi fou aliat d'Ahmad Shah Durrani.
El 1757, Ahmad Shah va envair l'Índia i el va nomenar amir al-umara amb la missió de vigilar a l'emperador Alamgir (a vegades Alamgir II). Va rebre el lakab de Najib al-Dawla. A la tercera invasió afganesa del 1758, Najib Khan va esdevenir bakhshi o pagador de les tropes d'Ahmad Shah Durrani; això va despertar la suspicàcia d'altres caps i el 1758 van cridar al marathes.
Najib va cridar altre cop a Ahmad Shah el 1759 i ell mateix va combatre a la tercera batalla da Panipat del 4 de gener del 1761 que va suposar un cop molt dur pel poder maratha. En els anys següents fou virtualment el sobirà de Delhi amb Alam II al tron després que el 24 de desembre de 1759 Najib Khan va assassinar al seu pare Alamgir. En els anys següents va combatre els sikhs del Doab i al cap jat Suraj Mal (i successors) que foren rebutjats el 1765.
Malalt de consideració, es va retirar a Najidabad el març de 1768 deixant el poder al seu fill Zabita Khan. Una nova invasió maratha el 1770 el va forçar a sortir del seu retir i va negociar un acord amb ells. Najib Khan va morir poc després, l'octubre del 1770, i el va succeir el seu fill Zabita Khan.